# Albisse Del Bene
Le banquier Albisse Del Bene, appelé aussi "Albisse d'Elbène", ou "François Albisse del Bene", issu d'une famille d'exilés florentins à Lyon, fut surintendant général des finances françaises de 1551 à 1556, et munitionnaire des armées du royaume. Après la banqueroute espagnole du 20 novembre 1557, il se fait le porte-parole de la communauté bancaire internationale pour essayer de convaincre Henri II de France d'aménager sa dette par de nouveaux emprunts plus réalistes. Il meurt en 1563.

## Biographie
Son père Piero Del Bene, qui eut trois fils, était un marchand, qui utilisait à l'occasion le change ou traite avec le roi pour des prêts. Il est lié à la banque Gadagne, créé par la famille de Thomas Gadagne, qui a quitté Florence à la chute des Médicis, tandis que son fils sera lié à celle d'un autre immigré toscan Laurent Capponi.
Ce dernier a épousé Hélène de Gadagne, fille de Thomas Gadagne, un mariage soutenu par Albisse Del Bene contre le choix du roi de France. La Banque Gadagne, à l'origine plus puissante que la famille Del Bene, a ensuite été rachetée par la Banque Capponi.
Albisse Del Bene commence par une carrière de collecteur d'impôts, qui lui assure la confiance des rois. En décembre 1537 il obtient l'affermage du sel sur le Rhône, la Saône et l'Isère, associé au milanais André Sormano, puis la ferme des gabelles du royaume et des impôts sur les épices, "par privilège, les commissaires royaux n'ayant pas fait d'adjudication préalable".
L'office de général à la superintendance des deniers et finances fut créé pour lui, le 28 janvier 1550. C'est la première fois que le royaume de France "associe un office financier" aux "capacités de marchand banquier", spécialiste des lettres de change. En tant que surintendant général des finances françaises, Albisse Del Bene contrôle la levée des impôts dans la plupart des régions de France.
Lors de la levée en 1555 d'un grand emprunt sur onze ans, le Grand Parti de Lyon, il prépare le terrain en prévenant le roi de France que les espèces métalliques se sont raréfiées et qu'il lui sera plus difficile de lever des fonds, car elles ne suffisent plus à assurer les opérations commerciales.
Albisse Del Bene a épousé Lucrèce Cavalcanti l'une des dames de la suite de la reine Catherine de Médicis, qui lui a donné deux enfants. Leur fils Alexandre d'Elbène (1554 - 1613) a épousé Marguerite d'Elbène, sa parente. En 1555, la famille d'Elbène a racheté à Antoine Gondi, d'une ancienne famille patricienne florentine établie à Lyon, pour la somme de 11 500 livres, le château du Grand Perron sur l'actuelle commune de Pierre-Bénite (Rhône). Alexandre d'Elbène le revend ensuite à Antoine Camus en 1581.